# Šīn
Šīn (ش) – trzynasta litera alfabetu arabskiego. Używana jest do oznaczenia dźwięku [ʃ], tj. spółgłoski szczelinowej zadziąsłowej bezdźwięcznej. Pochodzi od fenickiej litery Szin.
W języku polskim litera šīn jest transkrybowana za pomocą dwuznaku Sz.
W arabskim systemie liczbowym literze šīn odpowiada liczba 300.

## Postacie litery
| Postać: | izolowana | końcowa | środkowa | początkowa |
| ------- | --------- | ------- | -------- | ---------- |
| Wygląd: | ش‬         | ـش‬      | ـشـ‬      | شـ‬         |

## Kodowanie
| Znak                   | ش                   | ش                   |
| ---------------------- | ------------------- | ------------------- |
| Nazwa w Unikodzie      | Arabic Letter Sheen | Arabic Letter Sheen |
| Kodowanie              | dziesiątkowo        | szesnastkowo        |
| Unicode                | 1588                | U+0634              |
| UTF-8                  | 216 180             | d8 b4               |
| Odwołania znakowe SGML | &#1588;             | &#x0634;            |